# Boradiopsis grisea
Boradiopsis grisea är en fjärilsart som beskrevs av Semper 1898. Boradiopsis grisea ingår i släktet Boradiopsis och familjen bastardsvärmare. Inga underarter finns listade i Catalogue of Life.